# 카토 에미리
카토 에미리(일본어: 加藤 英美里 가토 에미리[*], 1983년 11월 26일 ~ )는 일본의 여자 성우이다. 현재 스타더스트 프로모션에 소속되어 있다. 도쿄도 훗사시 출신이다. 대표작으로는 나왔어요! 파워퍼프걸Z의 아카츠즈미 모모코와 하이퍼 블로섬역, 러키☆스타의 히이라기 카가미역 등이 있다.

## 이력
- 세이지 프로덕션소속의 카노 유이(鹿野 優以) 와는 고교, 전문학교의 동급생으로 고교 1학년 때부터의 친구이다.
- 고교시절, 카노를 포함한 4인조 밴드를 결성한 적이 있으며 그 밴드에서 드럼을 담당하였다고 한다.
- 고교 3 학년때, 카노와 함께 어뮤즈먼트 미디어 종합 학원의 체험입학에 참가한다. 그 후, 성우의 길로 나아가게 되었다. 현재 어뮤즈먼트 미디어 종합 학원의 팜플렛의 표지에 실려 있다.
- 성우 사쿠마 쿠미(佐久間 紅美)는 고등학교의 선배이다.(라디오 『아키바틱 천국』 제165회)
- 같은 사무소의 미야케 카야(三宅華也)와 함께 주목받는 유망주이다.
- 2007년 11월 4일에 열린 제 12회 애니메이션 코베에서『못테케! 세라후쿠』가 주제가상(라디오 칸사이상)을 수상. 후쿠하라 카오리, 엔도 아야와 함께 수상식에 참가하였다.(히라노 아야는 다른 이벤트에 참가하고 있었기에 불참하였다.)
- 2008년 1월 30일에 주한일본대사관 공보문화원에서 개최한 제3회 애니메이션 이벤트의 일부로 열린 성우 세미나에 시영준과 함께 게스트로 참가하였다.

## 출연 작품
(굵은 글씨는 중요 캐릭터)

### TV 애니메이션
2004년
- 오늘부터 마왕(도리아)
- 방가방가 햄토리(사보텐브라더즈B)
- 네포스나포스(네포)

2005년
- 교향시편 에우레카(아게하C)

2006년
- 오! 나의 여신님; 각자의 날개(소녀)
- ARIA The NATURAL(젊은 여성, 페어 운디네B)
- 윈터가든(여자 점원C)
- 사사미☆마법소녀 클럽(우메츠 소노코)
- 스모모모모모모 지상최강의 신부(유년기의 이누즈카 코우시 )
- 나왔습니다! 파워퍼프걸Z(하이퍼 블로섬(아카츠츠미 모모코))
- 츠바사 크로니클(여자들)
- 노에인 ~또 하나의 너에게~(여학생A)
- 신비한 별의 쌍둥이 공주 꼬옥!(시폰)
- xxxHOLiC(여자고생(엔젤)A, 점쟁이의 접수원, 메이드, 수선화)
- 마계전기 디스가이아(아처)
- 미라클 미미카(오스우지 아카리)

2007년
- 아이돌마스터 XENOGLOSSIA(호토케, 점원, 오퍼레이터)
- 키라링 레볼루션(후유 신카이)
- 캐릭캐릭 체인지(친구)
- 젠마이자무라이（어린여우의 츠키네, 바케네코）
- DARKER THAN BLACK-흑의 계약자(카야누마 키코)
- 델토라퀘스트(소녀)
- 도쿄마인학원 검풍첩 토우 권무편(꼬마 용마, 여자아이)
- 트레져 가우스트(메구리 아이)
- 하야테처럼(카스미 아이카, 여학생, 파리지엔느)
- Myself; Yourself(여학생)
- 무시우타(스네일, 학생들)
- 러키☆스타(히이라기 카가미)

2008년
- 오늘부터 마왕! 제 3시리즈(도리아)
- 소울 이터(블레어)
- 흑집사(메이린)
- 가면의 메이드가이(이즈미 에이코)
- 텔레파시 소녀 란(이소자키 란)
- 노을빛으로 물드는 언덕(아야노코지 카렌)
- 은혼(야규 큐베)

2009년
- 바케모노가타리(하치쿠지 마요이)
- Darker than BLACK -유성의 제미니- (카야누마 키코)
- 메탈 파이트 베이블레이드 (유미야 켄타)

2010년
- 바보와 시험과 소환수(키노시타 히데요시) / 키노시타 유우코
- 오오카미카쿠시(츠무하나 이스즈)
- 스타 드라이버 빛의 타쿠토 (마키나 루리)
- 드래곤 크라이시스 (사피)
- 학생회 임원들 (이가라시 가에데)

2011년
- 마법소녀 마도카 마기카(큐베)
- 전파녀와 청춘남(미후네 류코)
- 바보와 시험과 소환수2!(키노시타 히데요시) / 키노시타 유우코
- 유루유리(오오무로 사쿠라코)
- 도시락 전쟁(샤가 아야메)

2012년
- 니세모노가타리(하치쿠지 마요이)
- 유루유리♪♪(오오무로 사쿠라코)
- 메디카박스 2기(시라누이 한소데)
- 무장신희(클라라)

2013년
- 나는 친구가 적다 2기(타카야마 케이트)
- 프리티 리듬 레인보우 라이브 2기(아야세 나루)
- 로그 호라이즌(아카츠키)
- 모노가타리 세컨드시즌(하치쿠지 마요이)
- 다마고치! 미라클 프렌즈(미라이치)
- 프리즈마 이리야(가쿠마자와 타츠코)

2014년
- 프리즈마 이리야 2wei!(가쿠마자와 타츠코)
- 하마토라 (하지메)
- 학생회 임원들 (이가라시 카에데)

2015년
- 학교생활! (타로마루)

2017년
- BanG Dream!- 우에하라 히마리

### 극장판 애니메이션
2017년
- 흑집사: 북 오브 더 아틀란틱
- 극장판 오버로드 칠흑의 영웅 (오라 벨라 피오라)

2023년
- 극장판 SPY×FAMILY CODE: White (베리 블랙벨)

### OVA
- 호빵맨과 시작하자! 용기가 링링 모두의 하루(카바군)
- 오늘부터 마왕!R (도리아)
- Coluboccoro(스즈, 코루보코로)
- 린의 날개(아기역)
- 러키☆스타OVA(히이라기 카가미)
- 네코모노가타리 (하치쿠지 마요이)
- 유루유리 나츄야츄미 (오오무로 사쿠라코)

### 웹 애니메이션
- Candy☆Boy(카미야마 사쿠야)

### 게임
- 오늘부터 마왕! 진마국의 휴일 (도리아)
- 러키☆스타의 숲(히이라기 카가미)

2006년
- 그라나도 에스파다 (소소)

2007년
- 무장신희 BATTLE RONDO (세이렌형 MMS 에우크란테)

2008년
- 러키☆스타 ~료오학원 앵등제~ (히이라기 카가미)
- Φ나루 어프로치2 ~1st priority~ (카타오카 카즈미)
- 루미너스 아크2 윌 (알티)
- 노을빛으로 물드는 언덕 패러렐 PS2판 (아야노코우지 카렌)

2009년
- 테츠노코 VS 캡콤 (얏타맨 2호 (한국판 이겨라 승리호의 유리))
- 도키매키 메모리얼 4 (마에다 이츠키)

2011년
- 글로리아 유니온 - Twin fates in blue ocean (핑가)

2016년
- 오버워치 (트레이서)

2017년
- 소녀전선 - 콜트 AR-15

2018년
- 엘소드 - 라비

### 더빙
캡틴 신밧드(리)
신밧드와 어드벤쳐(세란디브)
바비와 페가수스의 마법(로즈)
Pinky Dinky Doo(핑키)
브로크박크·마운틴(아르마 Jr.)

### CD

#### 드라마 CD
- ARIA The NATURAL Drama CD I
- Venus Versus Virus
- 佰物語

#### 음악 CD

##### 오리지널 앨범
- 솔로 앨범 〈Vivid〉 - 2008년 12월 17일

##### 캐릭터 송
- THE POWERPUFF GIRLS Z ORIGINAL SOUNDTRACK
- もってけ! セ-ラ-ふく(못테케! 세라후쿠)
- TVアニメ『らき☆すた』エンディングテーマ集 〜ある日のカラオケボックス〜(러키☆스타 엔딩테마집-어느날의 가라오케 박스)
- もってけ!セーラーふくRe-Mix001〜7 burning Remixers〜(못테케!세라후 Re-Mix001~7 burning Remixers~)
- らき☆すた キャラクターソング Vol.002 柊かがみ(러키☆스타 캐릭터송 Vol.002 히이라기 카가미)

### 라디오
- 집영학원소녀연구부(2004년 10월 - 2005년 3월)
- 도쿄 아니메센터 RADIO(2006년 4월 5일 ~ 2007년 3월 28일)
- 도쿄→니이가타 뮤직 콘보이(2006년 3월분 담당)
- 샤이닝걸 라디오 (웹라디오 [Listen Japan / 유빅]：2006년 10월~) ※격주 부정기 출연
- 러키☆채널 ~료오학원 방과후의 책상~ - 콘노 히로미, 시라이시 미노루, 후쿠하라 카오리와 공동진행. (라디오칸사이&인터넷 라디오, 2007년 10월 5일 ~ 12월 28일)
- 라디오닷아이 카토 에미리의 난카토마키아토 (분카방송 인터넷 라디오, 2008년 7월 4일 - 9월 26일)
- 라디오 캔디보이~카나짱이 잠든 사이에~ - 유즈키 료카와 공동진행. (니코니코동화 인터넷 라디오, 2008년 7월 18일 - 2009년 6월 12일)
- A&G GAME MASTER GT-R - 격주 어시스턴트. (분카방송 초!A&G+, 2008년 10월 - )
- 에리와 에미리의 라디오 파이널 어프로치 포터블 - 센다이 에리와 공동진행. (니코니코동화, 2008년 12월 - 2009년 3월)
- 아크라이즈 Lady Radio Hour - 인터넷 라디오, 마키노 유이와 공동진행. (2009년 4월 - 6월)
- 메이벨&산조의 노페이트! 라디오 - 인터넷 라디오, 카토 에미리와 공동진행. (2009년 12월 24일 - 4월 21일)
- 라디오 CHAOS;HEAD Love×2 중독주의보 - 인터넷 라디오, 토모나가 아카네와 공동진행. (2010년 2월 11일 - )